# الغربية (عمل)
أعمال الغربية هو تقسيم جُغرافي مصري استُحدث في عصر الدولة الفاطمية على أراضي كور طوه منوف وسخا وتيدة والأفراجون والبشرود ونقيزة وديصا من كور بطن الريف، وكورتي صا وشباس من كور الحوف الغربي في مصر. ثم ضُم إليها في الروك الناصري أعمال جزيرة قوسينا والدنجاوية والسمنودية. وظل العمل قائمًا بهذه الأعمال حتى بداية العصر العثماني في مصر، حيث استبدلت بولاية الغربية.

## نواحي أعمال الغربية

### نواحي لا زالت موجودة إلى اليوم

#### نواحي كانت تتبع أعمال الغربية في الروك الصلاحي
| المحافظة  | المركز        | القرى |
| --------- | ------------- | --- |
| الغربية   | السنطة        | بقلولة · طوخ مثور |
| الغربية   | المحلة الكبرى | محلة دقلا · دنوشر · سفط بو تراب · الأبشيط · البنوانين · دار البحر البحرية · محلة الداخل · دار البحر القبلية · منية القيراط · المعتمديتين · محلة أبي الهيتم · بشبيش · بطينة · بلقينه · دخميس · دمتنو · دمرو الخمارة · سامول · سنبارة · سندسيس البصل · شبرا نبات · طرينا · طنباره · محلة أبو العطاف · بسطويسه · ديرب · محلة القصب الشرقية · محلة حسن · البلخية · منية الليث · نمرى |
| الغربية   | بسيون         | شبرا تنى · صا · كوم النجار · الحداد · الفرزدق · قُطابه · بار الحمام · شبرا بسيون · جناج · سلمون · شبرا نطو · شفا وقرون · منية الكتاميين · مشال · منية أولاد شريف · نجريج |
| الغربية   | زفتى          | شبرا دمسيس · منية المباشرين |
| الغربية   | سمنود         | الناوية · مجول · منية حبيب |
| الغربية   | طنطا          | طندتا · برما · سمربايه · محلة منوف · بركة جريمه · نفيا الشرفا · أخنويه · الجوهرية · الراشدية · برك الحجر · تلبنت قيصر · محلة علي · خرشيت · دمشيت · شبشير · شوبر · المنشاوين · برك علوان · الكُنيّسة · محلة روح · محلة المرحوم · منية السودان · نواج |
| الغربية   | قطور          | شيشين الكوم · منية خباطة · دماط · سجين · ابشويه · أميوط · بلتاج · بوريج · حيوين · سمتيه · كوم سملا · شبرا بلولة من السخاوية · شبرا نباص · صرد · قطور · شبرا بار · كفر سعدان · منية علي · محلة مسير · نشين القناطر |
| الغربية   | كفر الزيات    | سديمه · النحريرية |
| كفر الشيخ | الرياض        | الوزيرية · بقولة |
| كفر الشيخ | بيلا          | أبشان · بيولا · طوخ إبشان · كوم الراقوبة · محلتي أبكم وأم عيسى · بسوط نهيسه |
| كفر الشيخ | دسوق          | سنهور المدينة · شباس المدينة · شابة · دمرو الغربية ومحلة سليمان · دمينكا · بطوا · دسوق · محلة أبو علي الغربية · دميجمون · كنيسة سرادوس · بيوقه · الصافية · بقليس · بسوط · شباس الملح · محلة مالك |
| كفر الشيخ | سيدي سالم     | تيدا · الورق · شلمى |
| كفر الشيخ | فوه           | فوه · قبريط · منية الأشراف |
| كفر الشيخ | قلين          | نشرت · البنشليل · أورين نشرت · البقتوش · شباس انباره · قلين · منية ديبية · بلنكونة · قونة |
| كفر الشيخ | كفر الشيخ     | شنو · محلة نصرية · بو تماده · محلة جريج · أرميون · محلة إسحاق · البخانس · الحدين · حصة حلافي · الحمرا · الخادمية · شبرا مريق · الطايفة · أفما · النطاف · محلة بطيط · بلشاشة · شبرا سرينة · دفرية · دقلت · دقميرة · ديرب · منية أمويه · أروينة · دير شبرا كلسا · سندلا · دُمينقون · أم دينار · الجعفرية · متبول · محلة القصب الغربية · مسير · منية مسير · محلة موسى                |
| الدقهلية  | شربين         | الظاهرية |
| الدقهلية  | نبروه         | بانوب · نشا · بستوا · تيرة · ديرين |

#### نواحي أضيفت إلى أعمال الغربية في الروك الناصري
| المحافظة  | المركز        | التبعية وقت الروك الصلاحي | القرى |
| --------- | ------------- | ------------------------- | --- |
| الغربية   | السنطة        | جزيرة قوسينا              | الباذنجانية · الجعفرية · نويه البغال · منشية نهسنه · بلوس · منية تاج العجم · نسهنه |
| الغربية   | السنطة        | السمنودية                 | سدمنت والسنطة · شندلات · البلجهورين · إشنويه · المنبوطين · البندرا · أبشيش والجميزة · القرشية · المنشية المستجدة · بلاي · بلكيم · تطاي · شبرا بلوله · شبرا بين من التطاوية · شبراقاص · شنراقه · شنرا · منية البندرا · منية طوخ متور · منية الليث · منية حوى · منية غزال · منية ميمون - تلبنت باره |
| الغربية   | السنطة        | قرى استجدّت                | كفر بني سحيم |
| الغربية   | المحلة الكبرى | السمنودية                 | ديرب تماس · شبرا بلبابن · شبرا ملكان · شنتنا عياش · محلة بو علي القنطرة · منية شنتنا عياش |
| الغربية   | المحلة الكبرى | قرى استجدّت                | منية الشجاعيين · القصرية |
| الغربية   | بسيون         | قرى استجدّت                | حصة إبيار · قرنشو · عطف شبرا تنى · الكنيسة بشبرى أنطوا |
| الغربية   | زفتى          | جزيرة قوسينا              | منية زفتى جواد · دهتورة · سنبموطيه · شنيس ومنية برق · تفهنا الكبرى · حانوت منية حنون · دمنهور وحشي · سندبسط · سنبو الكبرى · شرشابة · فرسيس الكبرى · شبرا قلوج · منية خشيبة · منية الحرون · منية الرخا · نهطيه                                                                                     |
| الغربية   | زفتى          | السمنودية                 | شِنمُلُّس · شيشتى · منية خيار · منية البز |
| الغربية   | زفتى          | قرى استجدّت                | منية المخلص |
| الغربية   | سمنود         | السمنودية                 | سمنود · بوصير بنا · بنا · بهبيت · الراهبين · العزيزية · منية النصارى · شبرا طليمه · التعبانية · محلة خلف · محلة زياد · منية بدر الجمداريه · منية عساس · منية هاشم |
| الغربية   | سمنود         | قرى استجدّت                | منية حسان |
| الغربية   | طنطا          | السمنودية                 | دفرى · سبطاس · نسخويه · منية حبيش البحريه · منية حبيش القبلية |
| الغربية   | طنطا          | قرى استجدّت                | منية أبي الشماس · دكودة · منية عصام |
| الغربية   | قطور          | قرى استجدّت                | منية الشاميين |
| الغربية   | كفر الزيات    | قرى استجدّت                | منية إبيار |
| كفر الشيخ | دسوق          | قرى استجدّت                | منية جناج · كوم السودان · منية جعفر |
| كفر الشيخ | قلين          | قرى استجدّت                | منية قلين · منية عويش · حصة صندلا · قزمان · المنشية الكبرى · كفر بوحوط · الشقة · المنشية الصغرى |
| المنوفية  | بركة السبع    | جزيرة قوسينا              | بركة السبع · أبجول · مكلبشو · الغوري · شنتنا الحجر · طمبشا · طوخ طمبشا · نفره · هورين تطايه |
| المنوفية  | بركة السبع    | السمنودية                 | زمزور · منى أبو ثور |
| المنوفية  | بركة السبع    | قرى استجدّت                | منية فارس |
| المنوفية  | تلا           | السمنودية                 | بابن |
| المنوفية  | تلا           | قرى استجدّت                | قوج طوخ · برك العرب |
| المنوفية  | شبين الكوم    | جزيرة قوسينا              | سلكا · منية عافية |
| المنوفية  | قويسنا        | جزيرة قوسينا              | أشليم · مصطيه · إبنهوس · ججهور الكنايس · بجيرم · برى · بني غريان · جمهوج · شبرا بخوم · شبرا قباله · أرشنيس · شمنديم · طا · قوسينا · منية أبو الحسن · شبرا قطاره · منية العبسي · منية بو شيخه · منية سراج                                                                                          |
| المنوفية  | قويسنا        | قرى استجدّت                | منية برى |
| الدقهلية  | أجا           | السمنودية                 | منية السلاميين · منية أبو الحارث |
| الدقهلية  | المنصورة      | السمنودية                 | منية بدر · منية خميس |
| الدقهلية  | بلقاس         | الدنجاوية                 | الميما والمعسكر · دملوس · معصرة بلقونة |
| الدقهلية  | بلقاس         | قرى استجدّت                | بشنديلة |
| الدقهلية  | شربين         | الدنجاوية                 | دنجويه · الأحمدية · شربين · رأس الخليج · منية دبوس |
| الدقهلية  | طلخا          | السمنودية                 | طلخا · بسوط قروص · محلة بطرة · الأوسية · منى خلّوا · منية الطويلة · جوجر · شارنقاش · دجصطه · دميرة القبليه · منية الكتاميين · منية سيف الدولة · منية عنتر |
| الدقهلية  | طلخا          | قرى استجدّت                | تل المغاربة · منية العجيل · منية سنقر · منية نابت |
| الدقهلية  | نبروه         | السمنودية                 | نهيسه · نبروه · أفنيش · الدراوتين · نكيوه · طبنو · طمنيخ · محلة عباد |
| الدقهلية  | نبروه         | قرى استجدّت                | بهوت |
| القليوبية | بنها          | جزيرة قوسينا              | بطا · منية إسحق بقيره · دملو · منية الحوفيين · ورورا |
| دمياط     | كفر سعد       | الدنجاوية                 | خلجان سليمان |
| دمياط     | كفر سعد       | قرى استجدّت                | منية أبي غالب |

### نواحي اندثرت مُحدّدة الموقع
| القرية             | ملاحظات |
| ------------------ | --- |
| أبشادة             | ذكرها ابن مماتي وابن الجيعان في أعمال الغربية، وأرضها اليوم موزعة على أراضي قرى النحارية والحداد ومنية إبيار. |
| الحاكمية والمعشوقة | ذكرها ابن مماتي وابن الجيعان في أعمال الغربية، وفي سنة 1228هـ/1813م تغير اسمها إلى «كفر سيجر» الذي أصبح اليوم ضمن حدود مدينة طنطا. |
| الحصص              | ذكرها ابن مماتي ضمن أعمال السمنودية، وابن الجيعان في أعمال الغربية، ومحلها اليوم «حوض الحصص» التابع لناحية كفر حجازي. |
| السالمتين          | ذكرها ابن مماتي وابن الجيعان في أعمال الغربية باسم «السالمين»، وأرضها اليوم ضمن أراضي ناحية دمرو. |
| الغابة             | ذكرها ابن الجيعان في أعمال الغربية، ومحلها اليوم «حوض الغابة» التابع لقرية كتامة الغابة. |
| المنتصرية          | ذكرها ابن مماتي وابن الجيعان في أعمال الغربية، ومحلها اليوم «حوض علو بلقينة» التابع لناحية المحلة الكبرى. |
| الناوية بالمطمرمية | ذكرها ابن الجيعان في أعمال الغربية، ومحلها اليوم «حوض الناوية» التابع لناحية بشبيش. |
| بركة عطاف          | ذكرها ابن الجيعان في أعمال الغربية، ومحلها اليوم «حوض البركة» التابع لناحية شبرا نبات. |
| بريم               | ذكرها ابن الجيعان في أعمال الغربية، ومحلها اليوم «حوض بليم» التابع لناحية سامول. |
| حصة طندتا          | ذكرها ابن الجيعان في أعمال الغربية، أرضها محلها «حوض الحصة» التابع لأراضي ناحية طنطا. |
| حصة قَسطه           | ذكرها ابن مماتي في أعمال جزيرة بني نصر، وابن الجيعان في أعمال الغربية، وقد اندثرت الآن ودخلت في أراضي ناحية قسطا. |
| حوض الشقاف         | ذكرها ابن مماتي وابن الجيعان في أعمال الغربية، وأرضها اليوم ضمن أراضي قرية بطينة. |
| حوض اللخمي         | ذكرها ابن مماتي وابن الجيعان في أعمال الغربية، وأرضها اليوم ضمن أراضي قرية صا الحجر. |
| دجنى               | ذكرها ابن مماتي ضمن أعمال السمنودية وقال أنها من كفور منية أبو السيّار، كما ذكرها ابن الجيعان ضمن أعمال الغربية. وقد اندثرت الآن، وأراضيها جنوب قرية الهياتم اليوم. |
| درسا ودرسو         | ذكرها ابن مماتي باسم «درسا ودرسو» وابن الجيعان باسم «درشا ودرشو» في أعمال الغربية، وأرضها اليوم مقسّمة بين قريتي كفر طرنة وشبراقاص. |
| دمسيس              | كانت قاعدة كورة قديمًا، وذكرها ابن مماتي ضمن أعمال جزيرة قوسينا، كما ذكرها ابن الجيعان في أعمال الغربية. وقد اندثرت الآن محلها قرية كفر شبرا اليمن. |
| رنبدة              | ذكرها ابن مماتي في أعمال الغربية، وقال هي من توابع بسيون. |
| ساحل بنجايه        | ذكرها ابن الجيعان في أعمال الغربية، ومحلها اليوم قرية كفر الساحل. |
| سندفا              | ذكرها ابن مماتي ضمن أعمال السمنودية، كما ذكرها ابن الجيعان ضمن أعمال الغربية، وهي اليوم تشغل قسم من الجزء الجنوبي من مدينة المحلة الكبرى. |
| شبرا زيتون         | ذكرها ابن مماتي وابن الجيعان في أعمال الغربية، وقد خرُبت قديمًا، ومحلها اليوم قرية الشهيدي. |
| شبرا قروص          | ذكرها ابن مماتي في أعمال الغربية، وقال أنها من توابع دخميس. |
| شلّا                | ذكرها ابن مماتي ضمن أعمال جزيرة قوسينا، وابن الجيعان في أعمال الغربية، ومحلها اليوم «حوض العرب شلّه» التابع لأراضي قرية سندبسط. |
| طمريس              | ذكرها ابن مماتي وابن الجيعان في أعمال الغربية، وأرضها اليوم تابعة لناحية دخميس. |
| قحافة              | ذكرها ابن مماتي باسم «منية أبو قحافة»، وابن الجيعان باسم «قحافة» في أعمال الغربية، وهي اليوم جزء من حيّز مدينة طنطا العمراني. |
| قلمين              | ذكرها ابن مماتي وابن الجيعان في أعمال الغربية، ومحلها اليوم «حوض الحطباية» التابع لأراضي ناحية سنبارة. |
| كفر الماوين        | ذكرها ابن الجيعان في أعمال الغربية، ومحلها اليوم «حوض الماوين» التابع لناحية محلة روح. |
| كفر بطرويش         | ذكرها ابن مماتي في أعمال الغربية، وأرضها اليوم ضمن أراضي ناحية قحافة التي أصبحت جزء من مدينة طنطا. |
| كفر كرمين          | ذكرها ابن مماتي باسم «كفر كرمين»، وابن الجيعان باسم «كرمين» في أعمال الغربية، وأرضها اليوم ضمن أراضي ناحية بشبيش. |
| كلا الباب          | كلا الباب من القرى المصرية القديمة كان اسمها «Aykelah»، ذكرها ابن مماتي ضمن أعمال جزيرة قوسينا، وابن الجيعان ضمن أعمال الغربية، وقد اندثرت الآن وأراضيها ضمن أراضي قرية كفر كلا الباب.                                                                                          |
| كوم الفار          | ذكرها ابن مماتي في أعمال الغربية، ومحلها اليوم «حوض كوم الفار» التابع لناحية سامول. |
| كوم الكنيسة        | ذكرها ابن مماتي في أعمال الغربية، وأرضها اليوم تابعة لناحية سجين الكوم. |
| كوم الهوى          | ذكرها ابن مماتي وابن الجيعان في أعمال الغربية، ومحلها اليوم «حوض شرك الهوى» التابع لناحية كفر حسين. |
| محلة البرج         | ذكرها ابن مماتي في أعمال السمنودية، وابن الجيعان في أعمال الغربية، وهي اليوم جزء من مدينة المحلة الكبرى. |
| محلة الجندي        | ذكرها ابن مماتي وابن الجيعان في أعمال الغربية، ومحلها اليوم قرية كفر دخميس. |
| منية أبو السيّار    | ذكرها ابن مماتي ضمن أعمال السمنودية، كما ذكرها ابن الجيعان في أعمال الغربية، وأرضها اليوم ضمن أراضي ناحية صفط تراب. |
| منية أقريط         | ذكرها ابن الجيعان في أعمال الغربية، وأرضها اليوم تابعة لقرية أميوط. |
| منية الداعي        | ذكرها ابن مماتي ضمن أعمال السمنودية، كما ذكرها ابن الجيعان في أعمال الغربية، وقد اندثرت وأراضيها اليوم ضمن أراضي قرية طنبارة. |
| منية حبيب          | ذكرها ابن مماتي ضمن أعمال السمنودية مع منية بدر، كما ذكرها ابن الجيعان في التحفة السنية في أعمال الغربية باسم «منية حبيب الغربية»، وقد اندثرت وأراضيها اليوم ضمن أراضي قرية نجريج.                                                                                              |
| منية رداد          | ذكرها ابن مماتي في أعمال الغربية، وقال هي من توابع محلة روح، ومحلها اليوم «حوض المنيا» التابع لناحية محلة روح. |
| هورين بُهُرمُس        | من النواحي التاريخية القديمة، كانت من مدن الوجه البحري قبل الفتح الإسلامي لمصر، واسمها «Hourn»، وكانت تتبع القسم الذي كانت قاعدته أبو صير بنا، ذكرها ابن مماتي وابن الجيعان في أعمال الغربية، وفي سنة 1260هـ/1844م، ألغيت القرية، وأضيفت أراضيها إلى أراضي مدينة المحلة الكبرى. |
| منية أبيض بجامه    | اسمها أيضًا «دمنهور الغمر»، ذكرها ابن الجيعان باسم «دمنهور الغمر» في أعمال الغربية، وأرضها اليوم ضمن أراضي قرية أبو مشهور. |
| القصيعه            | اندثرت في العصر العثماني وتوزعت أراضيها على قرى كفر الجنينة البحري وكفر الخوازم وكفر الحصة. |
| منية حويت          | ذكرها ابن الجيعان باسم «منية العز حويت» في أعمال الغربية، وأرضها اليوم تابعة لناحية نشا. |
| محلة البرج         | ذكرها أيضًا ابن الجيعان في أعمال الغربية، وهي اليوم جزء من مدينة المحلة الكبرى. |
| منية أبو السيّار    | ذكرها ابن الجيعان في أعمال الغربية، وأرضها اليوم ضمن أراضي ناحية صفط تراب. |

### نواحي اندثرت مجهولة الموقع
- أرمه[36]
- أرشنيس[36]
- أرض العمدة[36]
- البتينة[105]
- البشما[106]
- البلجقين[39] وقال ابن مماتي تُعرف أيضًا باسم «خرابة بو مسمار» أو «منية شريف».[107]
- الحسنية، قال ابن مماتي أنها من كفور محلتي مالك وإسحاق.[105]
- الخبارة[105]
- الديوخات[39][42]
- السجون[36]
- القطيعة[44]
- المسكينة، وقال ابن مماتي اسمها أيضًا «محلة نشلابة»[46][105]
- المعيصرة[46]
- المنديات[60][105]
- المنشليخ[46]
- بجال الطرارة[108]
- برك جعفر[50][109]
- برك نخار[68][109]
- بركة الحواوشة[109]
- بسمو[50]
- بقيق[109]
- بلوطس[58][109]
- بو ليلة[109]
- بيت القرى، وقال ابن مماتي اسمها أيضًا «بيت الكرى»[109][110]
- حصة المقشرية[57]
- حصة بيولا[109][110]
- حصة دوهمة[57]
- حوض الأثلة[57][111]
- حوض الكنيسة[57]
- دبيق، ذكرها ابن مماتي في أعمال الدنجاوية[18] وابن الجيعان في أعمال الغربية.[62]
- دقدين[34]
- دموشيه[19]
- ربجو[31][68]
- ريدة[31]
- سنبايه[20][112]
- شبرا النخلة[14]
- شبرا بار، قال ابن مماتي أنها من توابع سخا.[14]
- شبرا بنا[14][113]
- شبرا بين البحرية[113]
- شبرا دمايه[14]
- شبرا هريون[21][114]
- شبرا يعقوب[14]
- طانه[25]
- عدوة إبيار[115]
- كفر دمنا[79]
- كوم الثعلب[81]
- كوم الخل[79]
- كوم النجارين[81]
- كوم بساط[81][112]
- محلة القطف[16]
- محلة بسمو[88]
- محلة بطره[89]
- محلة علي[97]
- محلة فوخ[76][88]
- محلة كرمين[97][116]
- محلة كميش[88]
- محلة نسيب[97][116]
- محلتي نامون ويحنس[84][88]
- معمق[116]
- منية أبشان[16]
- منية أبو الحسن[97]
- منية الجنان[16][68]
- منية القيطون[117]
- منية الليث[97]
- منية المطوعين[103]
- منية تطا[95]
- منية حجاج[95]
- منية سراج البحرية[16]
- منية هاشم[97]
- نبرت[5]
- نشرفت[5]
- نشلابه[118]